# Прем'єр-міністр Соломонових Островів
Прем'єр-міністр держави Соломонові Острови — голова уряду цієї країни.
Згідно з конституцією Соломонових островів прем'єр-міністр країни обирається в законодавчому органі — однопалатному парламенті, котрий обирається на загальних виборах. Голову уряду обирає або партія — переможець або коаліція партій. Депутати парламенту можуть висловити недовіру прем'єру і відправити його у відставку. Представник голови держави — королеви В.Британії — генерал-губернатор Соломонових Островів лише затверджує кандидатуру прем'єра.